# جیمز شیلدز
جیمز شیلدز (به انگلیسی: James Shields) سناتور سابق عضو حزب دموکرات ایالات متحده آمریکا بود. وی در سال ۱۸۴۹ تا ۱۸۵۵ میلادی سناتور ایالت ایلی‌نوی، از سال ۱۸۵۸ تا ۱۸۵۹ میلادی سناتور ایالت مینه‌سوتا و در سال ۱۸۷۹ میلادی سناتور ایالت میزوری در سنای ایالات متحده آمریکا بود.